# European Grand Circuit
European Grand Circuit var en travloppsserie som ägde rum från 1956 till 2011. 2012 ersattes serien av UET Trotting Masters.
Serien bestod av större travlopp i Europa, t.ex. Elitloppet, Prix de France, Gran Premio Lotteria, Preis der Besten och Oslo Grand Prix. 2011 ingick fjorton lopp från sju länder i serien.

## Segrare
| År   | Häst                 | Nationalitet         |
| ---- | -------------------- | -------------------- |
| 1956 | Gelinotte            | Frankrike            |
| 1957 | Gelinotte            | Frankrike            |
| 1958 | Jariolan             | Frankrike            |
| 1959 | Jamin                | Frankrike            |
| 1960 | Hairos II            | Frankrike            |
| 1961 | Tornese              | Italien              |
| 1962 | Nicias Grandchamp    | Frankrike            |
| 1963 | Ozo                  | Frankrike            |
| 1964 | Nike Hanover         | Italien              |
| 1965 | Elaine Rodney        | Italien              |
| 1966 | Ingen upplaga kördes | Ingen upplaga kördes |
| 1967 | Roquépine            | Frankrike            |
| 1968 | Roquépine            | Frankrike            |
| 1969 | Une de Mai           | Frankrike            |
| 1970 | Une de Mai           | Frankrike            |
| 1971 | Une de Mai           | Frankrike            |
| 1972 | Dart Hanover         | Sverige              |
| 1973 | Buffet II            | Frankrike            |
| 1974 | Timothy T.           | Italien              |
| 1975 | Bellino II           | Frankrike            |
| 1976 | Bellino II           | Frankrike            |
| 1977 | Eléazar              | Frankrike            |
| 1978 | Eléazar              | Frankrike            |
| 1979 | Pershing             | Sverige              |
| 1980 | Idéal du Gazeau      | Frankrike            |
| 1981 | Idéal du Gazeau      | Frankrike            |
| 1982 | Idéal du Gazeau      | Frankrike            |
| 1983 | Ianthin              | Frankrike            |
| 1984 | Lurabo               | Frankrike            |
| 1985 | Minou du Donjon      | Frankrike            |
| 1986 | Ourasi               | Frankrike            |
| 1987 | Grades Singing       | Sverige              |
| 1988 | Ourasi               | Frankrike            |
| 1989 | Friendly Face        | Finland              |
| 1990 | Friendly Face        | Finland              |
| 1991 | Atas Fighter L.      | Sverige              |
| 1992 | Sea Cove             | Tyskland             |
| 1993 | Sea Cove             | Tyskland             |
| 1994 | Copiad               | Sverige              |
| 1995 | Houston Laukko       | Finland              |
| 1996 | Zoogin               | Sverige              |
| 1997 | Zoogin               | Sverige              |
| 1998 | Huxtable Hornline    | Sverige              |
| 1999 | Gisolo de Lou        | Frankrike            |
| 2000 | Victory Tilly        | Sverige              |
| 2001 | Victory Tilly        | Sverige              |
| 2002 | Legendary Lover K.   | Italien              |
| 2003 | Gidde Palema         | Sverige              |
| 2004 | Gidde Palema         | Sverige              |
| 2005 | Steinlager           | Norge                |
| 2006 | Jag de Bellouet      | Frankrike            |
| 2007 | Oiseau de Feux       | Frankrike            |
| 2008 | L'Amiral Mauzun      | Frankrike            |
| 2009 | Torvald Palema       | Sverige              |
| 2010 | Lisa America         | Italien              |
| 2011 | Rapide Lebel         | Frankrike            |

Källa: 